# B́
La b con acento agudo (Mayúscula: B́ minúscula: b́) es un grafema utilizado en la escritura de los idiomas Ntcham, Shinasha y Võro. También se utilizó en la escritura del bajo sorabo. Esta es la letra B diacritizada con acento agudo.

## Uso
En bajo sorabo, 'b́' se usaba para representar una consonante oclusiva bilabial sonora palatalizada /bʲ/, que hoy se escribe 'bj'. Otras consonantes labiales cuya palatalización se indicaba con el acento agudo son: ‹ṕ, ḿ, ẃ› ahora se escriben en dígrafos con la letra J ‹pj, mj, wj›.

## Codificación
La B con acento agudo se puede representar en unicode con los siguientes caracteres:
| letra     | representación | puntos de código | descripción                               |
| --------- | -------------- | ---------------- | ----------------------------------------- |
| mayúscula | B́              | U+0042 U+0301    | Letra mayúscula latina B con acento agudo |
| minúscula | b́              | U+0062 U+0301    | Letra minúscula latina B con acento agudo |